# Чернышёв, Андрей Борисович
Андрей Борисович Чернышёв (9 (22) апреля 1904 года, Санкт-Петербург — 22 ноября 1953, Москва) — советский учёный в области газификации твёрдых топлив, член-корреспондент АН СССР (1939), доктор технических наук, профессор (1948).

## Биография
Сын врача. Учился в 8-й городской гимназии (1913—1918) и в 38-й советской единой трудовой школе (1922—1923). В 1919—1921 гг. работал ремонтным рабочим на строительстве железной дороги в районе с. Красный холм.
Окончил Ленинградский технологический институт, химико-механический факультет по специальности «Инженер-технолог-теплотехник» (1929).
- 1925—1930 рабочий, инженер на ленинградском заводе «Красный треугольник».
- 1930—1932 в Ленинградском филиале Института торфа;
- 1932—1933 заместитель главного инженера Ленинградского отделения треста «Газогенераторострой»,
- 1933—1935 главный инженер и заместитель управляющего трестом «Газогенераторострой» (Москва).
- 1937—1938 заместитель председателя Комиссии по газификации и учёный секретарь Отделения технических наук АН СССР.

С 1938 заведующий лабораторией, с 1946 — заместитель директора Энергетического института (ЭНИН) АН СССР. В 1948—1953 директор Института горючих ископаемых (ИГИ) АН СССР.
В 1933—1935 годах и с 1942 преподавал в МХТИ на кафедре технологии пирогенных процессов. Заведующий кафедрой технологии газа и искусственного жидкого топлива (1943—1953), декан факультета химической технологии топлива (1946—1950). Член ВКП(б) с 1943 года.
Член-корреспондент АН СССР (1939).
В 1948 году в соответствии с положительными отзывами оппонентов — Г. М. Кржижановского, И. П. Бардина, М. В. Кирпичёва, A.M. Терпигорева, Н. П. Чижевского, Е. В. Раковского, И. П. Лосева без защиты диссертации утверждён в учёной степени доктора технических наук и звании профессора.
Академик АН Эстонской ССР (1951) — избран как научный руководитель при проектировании и строительстве предприятий сланцеперерабатывающей промышленности Эстонии.

Могила на Новодевичьем кладбище

Похоронен на Новодевичьем кладбище (3 уч.).

## Основные работы
- Избранные труды, М., 1956.
- Газификация твердого топлива // Общая химическая технология топлива / Под ред. С. В. Кафтанова. М., 1941 (совм. с И. В. Лавровым и Н. С. Печуро).
- Конструкции газогенераторов и их основных деталей // М., (совм. с Н. В. Лавровым и Н. С. Печуро).
- Полукоксование и газификация твердого топлива. М.. 1960 (совм. с С. Д. Федосеевым).

## Награды
Лауреат Сталинской премии (1946) — за разработку и внедрение метода повышения производительности коксохимических заводов. Награждён двумя орденами Трудового Красного Знамени (1945 — за выдающиеся научные заслуги; 1949 — за работы по газификации Москвы), медалями «За доблестный труд», «В память 800-летия Москвы».